# Фабіо Тальоні
Фабіо Тальоні (англ. Fabio Taglioni) — італійський інженер, з чиєю діяльністю в основному пов'язана популярність італійського виробника мотоциклів Ducati.

## Коротка біографія
Фабіо Тальоні народився 10 вересня 1920 року в місті Луго. Після Другої світової війни Тальоні розроблював двигуни для мотоциклів Ceccato і Mondial. В 1954 році він став головним інженером компанії Ducati. Його розробки в Ducati завжди випереджували конкурентів. Десмодромний привід клапанів (жорсткі зв'язки спряжених рухомих об'єктів) з механізмом примусовими відкривання і закривання клапанів, створений ще в 1956 році, досі використовується при виробництві мототехніки. Саме це нововведення дозволило двигунам Ducati перевершити конкурентів і за потужністю і за швидкістю. Автором цього приводу клапанів вважають як раз Фабіо Тальоні. Перший його мотоцикл з десмодромним приводом клапанів вийшов у 1956 році. Проте є згадки, що ще в 1954 році на гоночному Mersedes-Benz-В196 був встановлений двигун з подібним приводом.
Пішов з Ducati в 1989 році. 18 липня 2001 року помер в Болон'ї через зупинку серця.